# Droga wojewódzka nr 800
Droga wojewódzka nr 800 (DW800) – droga wojewódzka w centralnej Polsce w województwie mazowieckim przebiegająca przez teren powiatu garwolińskiego, w całości położona na terenie Gminy Parysów. Droga ma długość 1,2 km. Łączy stację kolejową Parysów z centrum miejscowości Parysów.

## Przebieg drogi
Droga rozpoczyna się na skrzyżowaniu przy stacji kolejowej Parysów. Następnie kieruje się w stronę północno - wschodnią i po 1,2 km dociera do prowadzącej w kierunku centrum miejscowości Parysów drogi wojewódzkiej nr 805.

## Miejscowości leżące przy trasie DW800
- Parysów